# Wasilij Aleksiejew (sinolog)
Wasilij Michajłowicz Aleksiejew (ros. Васи́лий Миха́йлович Алексе́ев, ur. 14 stycznia 1881, zm. 12 maja 1951) – rosyjski sinolog.
W latach 1898–1902 studiował na Wydziale Wschodnim Uniwersytetu Petersburskiego, później odbywał staże w muzeach i bibliotekach w Wielkiej Brytanii, Niemiec i Francji, 1907-1909 wraz z francuskim sinologiem Édouardem Chavannesem brał udział w ekspedycji naukowej do północno-wschodnich Chin. W 1918 został profesorem uniwersytetu w Petersburgu, a w 1929 członkiem Akademii Nauk ZSRR. Badał literaturę i etnografię Chin i tłumaczył dzieła chińskiej literatury.